# Paulinho Mocidade
Paulinho Mocidade, nome artístico de Paulo Costa Alves (Rio de Janeiro, 10 de setembro de 1960), é um cantor e compositor brasileiro de samba, famoso por seu trabalho como puxador de samba-enredo, com passagem em várias escolas de samba do Rio de Janeiro.

## Carreira carnavalesca
Começou como integrante da Ala de Compositores da Mocidade Independente de Padre Miguel , da qual foi puxador por muitos anos. Venceu com sambas consagrados como "Vira Virou, A Mocidade Chegou", "Como Era Verde meu Xingu" e "Sonhar Não Custa Nada... Ou Quase Nada!". Paulinho assumiu o posto de puxador da escola de Padre Miguel em 1990, sendo campeão no seu primeiro ano como intérprete e bi no ano seguinte. Nos anos de 1995 e 96, defendeu as cores da Unidos da Tijuca. Logo à frente, em uma passagem curta, defendeu a Império da Tijuca (1997) e, depois, outra verde-branca, a Imperatriz Leopoldinense, onde assumiu como intérprete em 2000, ficando até 2002. Neste período foi campeão em 2000 e 2001, ano em que foi Tri-Campeão do Carnaval e recebeu o Estandarte de Ouro de melhor puxador. Voltou para a Mocidade, onde ficou por mais dois carnavais: 2003 e 2004. Em 2005, defendeu a Águia de Ouro em São Paulo. Após algum tempo afastado, voltou ao carnaval como intérprete da Aliança de Joaçaba. Em 2009 volta ao carnaval do Rio de Janeiro como intérprete da Imperatriz. Em 2010 assinou contrato com a Embaixadores do Ritmo de Porto Alegre. Em 2013, retorna ao carnaval carioca sendo intérprete oficial da Santa Cruz, onde ficou até 2014.
Fez uma participação na novela Império, da TV Globo, como o intérprete da fictícia escola de samba União de Santa Tereza. No carnaval de 2024, Paulinho volta a vencer um samba-enredo na Mocidade Independente de Padre Miguel depois de 32 anos.

### Grito de guerra
Paulinho é conhecido pelo seu tradicional grito guerra, usado desde o seu primeiro ano de Mocidade:
Aloooooo (nome da escola ou comunidade)... Chegou a Hoooooora!!!

## Carreira fora do carnaval
Paulinho Mocidade possui 40 músicas de sua autoria. Algumas foram gravadas por personalidades, como: Dona Ivone Lara, Mestre Marçal, Eliana Pittman, Zeca do Trombone, Dellano, Emílio Santiago e Osvaldo Nunes, entre outros. Paulinho Mocidade levou o samba carioca para 20 países, na América do Sul, América do Norte e Europa. Também deixou sua marca de compositor em outros estados, como Rio Grande do Sul, Espírito Santo, Acre e Amapá, onde realizou diversos shows de samba e MPB. foi notícia no jornal de The Guardian, por atingir a marca de 84 jingles.
O samba “Sonhar não custa nada,... Ou quase nada”, de sua autoria. foi o mais votado no Domingão do Faustão, eleito como um dos melhores sambas de enredo de todos os tempos, em 2007, para integrar o CD de Dudu Nobre.

## Títulos e estatísticas
| Divisão        | Campeonato | Ano                    | Vice | Ano  | Terceiro lugar | Ano  |
| -------------- | ---------- | ---------------------- | ---- | ---- | -------------- | ---- |
| Grupo Especial | 4          | 1990, 1991, 2000, 2001 | 1    | 1992 | 1              | 2002 |

## Premiações
- Estandarte de Ouro

1. 2001 - Melhor intérprete (Imperatriz) [6]

- Gato de Prata

1. 2024 - Samba Popular (Mocidade - "Pede Caju Que Dou... Pé de Caju Que Dá!")[7]

- Troféu Explosão in Samba

1. 2024 - Melhor samba-enredo (Mocidade - "Pede Caju Que Dou... Pé de Caju Que Dá!") [8]